# Павильон № 42 «Животноводство» на ВДНХ

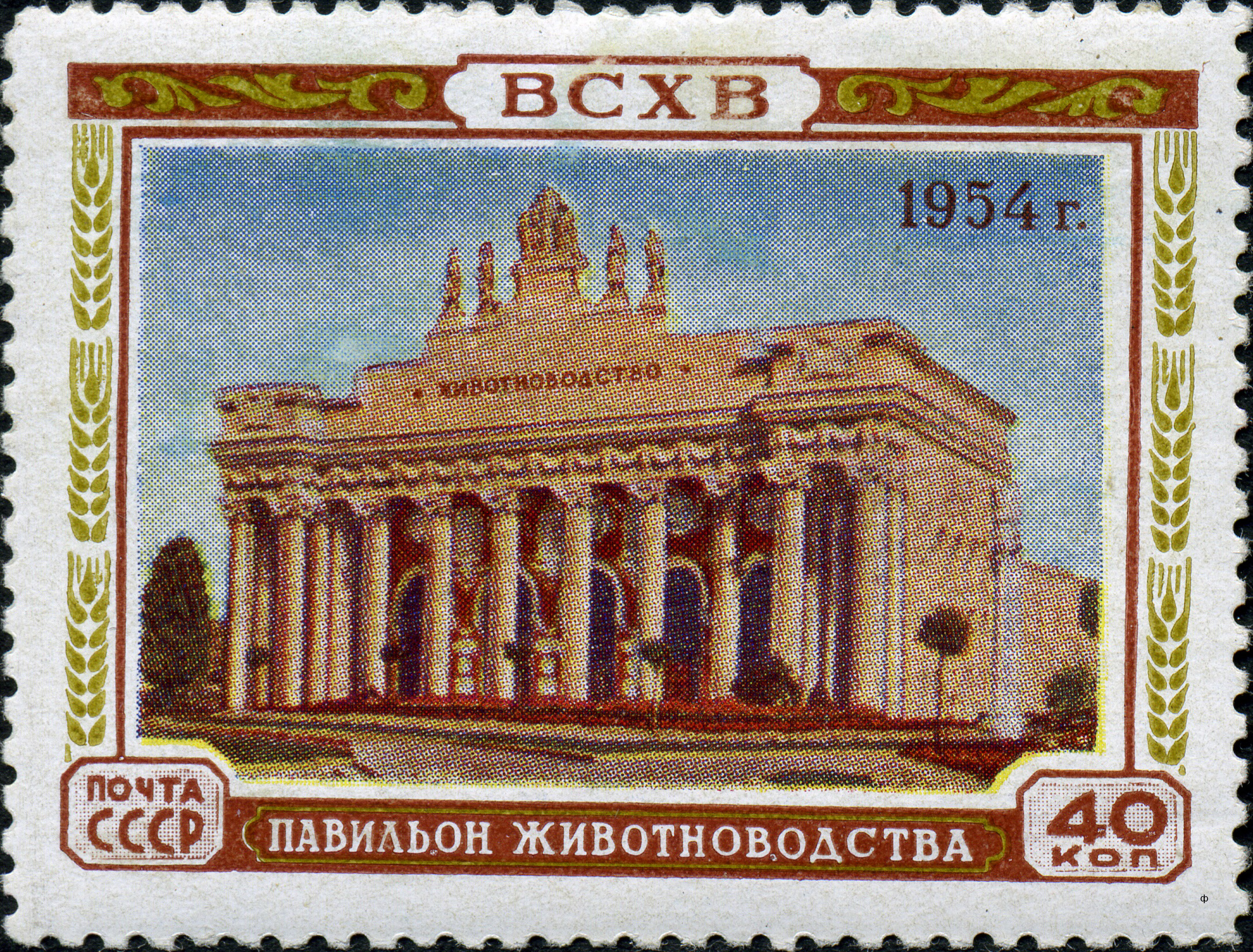
Марка СССР 1954 г.

Павильон «Животноводство» — 42-й павильон ВДНХ, построенный в 1953—1954 годах. Изначально и до 1958 года был манежем для сельскохозяйственных животных, с 1959 по 1962 год носил название «Корма», в 1964—1966 — годах «Коневодство».

## История
Павильон был построен в 1953—1954 годах по проекту архитектора В. М. Маргулиса и изначально являлся манежем для показа сельскохозяйственных животных (преимущественно лошадей). Здание построено в функционалистском стиле, в плане круглое, завершённое куполом, с застеклённой по периметру прямоугольной пристройкой. Вход в манеж изначальное украшали памятники коням Квадрату и Символу. В 1959 году манеж был превращён в экспозиционный павильон соответствующей тематики. Сначала здесь демонстрировалась экспозиция «Корма», а в 1964 году профиль был расширен, и она получила название «Коневодство». Она была посвящена методам и достижениям в советском коневодстве, отдельное внимание уделялась конному спорту. Также в состав экспозиции входил дополнительный небольшой павильон (строение 550), где демонстрировались астраханские верблюды. В постсоветские годы экспозиция была упразднена, и в павильоне разместились магазины. В настоящее время павильон не действует.